# جورج كارلسون
جورج كارلسون (بالإنجليزية: George Carlson)‏ (27 يوليو 1925 بليفربول في المملكة المتحدة - 1 أغسطس 2006) هو لاعب كرة قدم بريطاني (وحمل سابقاً جنسية المملكة المتحدة لبريطانيا العظمى وأيرلندا) في مركز الهجوم. لعب مع نادي ترانمير روفرز لكرة القدم.